# Crise de foie
Pour l’article ayant un titre homophone, voir Crise de foi.
Dans la langue populaire française du XXe siècle, « crise de foie » désigne un ensemble de manifestations digestives et neurologiques sans gravité, tels « des vomissements bileux, des douleurs de l'hypocondre droit » et des maux de tête réputés faire suite le plus souvent à un repas trop riche. 
L'expression « crise de foie », encore très populaire à la fin du XXe siècle, correspondrait selon la médecine actuelle à un diagnostic mal posé, reposant sur les croyances de l'époque. Il ne s'agirait pas d'un terme médical reposant sur des faits scientifiques ni d'une maladie spécifique ; la « crise de foie » n'existe pas ,. C'est un terme populaire désignant de façon imprécise divers symptômes essentiellement digestifs. Cette crise peut avoir diverses origines et la plupart du temps, le foie n'est pas en cause. 
Il s'agit d'un terme typiquement français qui n'existe pas dans les autres pays où les symptômes de la « crise de foie » sont et étaient diagnostiqués comme ceux de l'indigestion, de la migraine (une migraine amputée de la phase céphalalgique selon H Michel H & P Blanc (1993)) ou de la constipation. Périno en 2011 classe cette crise parmi les « pathologies disparues ».
Pourtant en France, certains remèdes sont encore commercialisés, censés soulager le foie en crise, sans preuve de leur intérêt ni de leur efficacité.
Cette crise peut se doubler d'une crise d'acétone en raison d'une odeur d'acétone présente dans l'haleine de certains malades au moment des crises de foie, et laissant dans la chambre une « odeur caractéristique de pomme de reinette ». Ces crises sont généralement aussi maintenant considérées comme relevant de la migraine .

## Histoire
L'ancienne médecine humorale, remontant à l'antiquité grecque, considérait le foie comme un producteur de chaleur sèche, matérialisée par la bile. Cette production, mal réglée, peut s'accompagner de congestions et d'engorgements. Le foie est sensible à la chaleur, il est le siège d'émotion comme la colère « tu m'échauffes la bile » ou la peur « j'ai les foies ». 
Quand le foie est chargé, il doit s'épurer, notamment au printemps (« nettoyage de printemps »), pour éliminer les déchets de l'hiver et mieux affronter les chaleurs de l'été. Cela peut se faire par décoctions de plantes dépuratives qui fleurissent au printemps. À partir du XVIIIe siècle, les médecins abandonnent ces notions qu'ils ont diffusées depuis plus de deux millénaires.
Cette ancienne médecine avait aussi le concept hippocratique de « crisis », la crise, c'est-à-dire l'instant crucial où un mal est à son maximum et où le malade meurt ou guérit.  La « crise de foie » correspond à une dépuration rapide et aiguë d'un surplus nocif, elle représente à la fois le mal et sa guérison. 
Selon M.C Pouchelle, Armand Trousseau, au XIXe siècle, serait l'auteur français du concept, mais ce concept est l'équivalent de termes anglais de la même époque, à savoir bilious attack et torpid liver. Le premier correspond à la « crise de foie »  et  le second correspond à la « petite insuffisance hépatique », entité reconnue par la médecine française jusqu'à la deuxième guerre mondiale, notamment par une autorité comme Noël Fiessinger.
Ainsi, la crise de foie n'est pas exclusivement française, mais les Français sont bien les seuls à l'avoir conservée en lui donnant une telle importance dans leur culture populaire de santé.  M.C.  Pouchelle propose plusieurs pistes historiques, médicales et socio-culturelles pouvant expliquer ce phénomène.

## Signes et symptômes
Lors d'une « crise de foie » le patient peut (pouvait) communément présenter les signes et symptômes suivants :
- nausées ;
- vomissements bileux ;
- maux de ventre ;
- langue chargée, pâteuse ;
- vertiges ;
- maux de tête.

Sous le terme générique de « crise de foie », sont ou étaient décrits en réalité plusieurs tableaux cliniques. Certains sont bénins et passagers. Le devoir du médecin est de compléter l'interrogatoire et l'examen clinique, pour arriver finalement à un diagnostic. Plusieurs maladies pouvaient correspondre à ce que recouvrait la notion de crise de foie. Certaines peuvent être une urgence thérapeutique, d'autres, comme la migraine, qui peuvent être invalidantes, doivent bénéficier d'une prise en charge adaptée.

## Diagnostic
La crise de foie  peut correspondre à différents diagnostics médicaux. 

Ils sont présentés ici, d'abord ceux relevant éventuellement d'une urgence, puis ceux qui méritent, sans urgence, une prise en charge adaptée, et enfin les maladies bénignes justifiant éventuellement un traitement symptomatique  :
- une lithiase vésiculaire (calculs dans la vésicule biliaire), pouvant entrainer une colique hépatique, avec une douleur intense sous des côtes et à droite irradiant dans l'épaule droite et augmentant lors de l'inspiration profonde, nécessitant un diagnostic rapide ;
- une gastrite, une gastro-entérite aigüe, une toxi-infection alimentaire : ces maladies peuvent ressembler à l'indigestion mais une diarrhée et une fièvre sont fréquemment associées ;
- une hépatite (virale ou alcoolique) ;
- une méningite ; en effet, nausées et vomissements sont souvent associés au syndrome méningé.
- des pathologies ophtalmologiques, comme le glaucome ;
- très rarement, des tumeurs ou des abcès cérébraux....

- une « crise migraineuse », mal particulièrement fréquent et sous-diagnostiqué, qui se présente d'abord par un mal de tête, mais souvent accompagné de nausée (envie de vomir). Des crises de migraines sont parfois favorisées par certains aliments dont le chocolat, l'alcool ou des repas trop riches. Le fait de se coucher ou se lever à des heures inhabituelles les favorise aussi.
- une intoxication par le plomb, qui peut parfois générer un ictère associé à des fortes douleurs abdominales (alors dites coliques de plomb)[13] et à une anémie[14]

- une « indigestion » ou un « embarras gastrique », termes populaires également, désignant un inconfort digestif faisant suite à un repas trop riche en graisse ou en alcool. Les symptômes sont liés à un repas trop abondant entrainant un inconfort au niveau du tube digestif (estomac et intestin), sans rapport avec le foie.
- une « gueule de bois », terme populaire désignant un inconfort général à la suite d'une ingestion d'alcool trop importante entrainant par un mécanisme qui n’a pas encore été complètement élucidé un ensemble de perturbations au niveau de l'organisme tout entier et pas seulement du foie [15].

## Traitement
Le traitement dépend bien sûr de la nature de la pathologie retrouvée. Une fois les maladies graves exclues, si celui de migraine n'est pas retenu, il reste les troubles digestifs consécutifs à un repas excessif, ou trop arrosé. Le traitement de la « crise de foie » est alors simple, c'est la diète : ne plus rien manger tant que les symptômes persistent et ne boire que de l'eau.
Il n'existe pas de traitement spécifique. Un grand nombre de médicaments dont l'efficacité est incertaine sont cependant vendus en pharmacie sans ordonnance. Des médicaments peuvent être pris pour soulager les symptômes tels que maux de tête ou signes digestifs (antispasmodiques, anti-nauséeux et pansements intestinaux).
La prévention est d'éviter de manger en excès des plats trop riches et de surveiller sa consommation d'alcool.

## Crise de foie dans la culture populaire
- Dans Le Bouclier arverne, onzième album de la série de bande dessinée Astérix, publié en 1968, le chef Abraracourcix victime d'une terrible « crise de foie » se voit condamné à une cruelle punition : la diète ! Le druide Panoramix l'envoie faire une cure thermale dans la ville d’Aquae Calidae (Vichy), accompagné d'Astérix et Obélix [18]. La crise de foie est ici la punition infligée aux trop bons vivants et peut être pas assez puissants[8].
- Le dessinateur Jacques Faizant se fait connaitre par une série de 10 dessins publicitaires pour la solution Schoum des Laboratoires Parisiens, remède très populaire visant à traiter la crise de foie.  On y trouve ses personnages fétiches : vieux monsieur et vieille dame.  Par exemple :  « - Ah ! SCHOUM !  - A vos foies !  - Vessie beaucoup ! - De rein ! »[19],[20].